# 米沢富美子
米沢 富美子（よねざわ ふみこ、女性、1938年10月19日 - 2019年1月17日）は、日本の物理学者（理論物理学）。専門は物性理論、特に固体物理学。アモルファス研究で国際的に知られる。学位は、理学博士（京都大学・1966年）。慶應義塾大学名誉教授。日本物理学会会長（女性として初）。大阪府吹田市生まれ。旧姓名、奥 富美子。

## 略歴
1938年、大阪府吹田市に生まれる。5歳の時、元証券マンの父親がニューギニアで戦死したため、証券会社で働く母と祖母と妹とで暮らす。母の影響で、数学に目覚める。母親は高等女学校時代から数学が得意で、5歳の富美子に「三角形の内角の和は2直角」と口ずさみながら証明法を図解するような女性だった。1948年、小学校5年生のとき、知能テストでIQ175と判明。1950年、成績優秀につき、小学校卒業に際して大阪府知事賞を受ける。中学1年から2年にかけて、大阪の新日本放送（現・MBSメディアホールディングス）の「豆記者ホール」の記者として、花柳有洸などの著名人のインタビューを行う。中学時代は数学部に所属し、高校課程の数学の多くを修得した。1957年、大阪府立茨木高等学校卒業。高校時代は文芸部に所属し、詩や小説を執筆していた。
1961年、京都大学理学部物理学科卒業。同年12月、京都大学大学院理学研究科物理学専攻に進学し、松原武生の指導を受ける。同大学院修士課程1年のときに結婚。夫の米沢允晴は大学のサークル「エスペラント部」の部長で2年先輩であり、京都大学経済学部卒業後、山一證券に勤務していた。1963年6月、夫がロンドン単身赴任、それを追いかけて9月に渡英し、京都大学博士課程1年在学のまま、キール大学大学院に留学。ロイ・マクウィーニ（Roy McWeeny）に師事。1964年、1年間の英国留学を終えて日本に帰国し、博士課程2年に復学。
1966年、京都大学大学院理学研究科物理学専攻博士課程修了。夫の東京赴任に伴い、自身も東京に移り、東京教育大学物理学科に所属し、朝永振一郎と会う。同年8月、京都大学基礎物理学研究所助手に採用され、京都へ赴任。同年、コヒーレントポテンシャル近似（CPA）に関する理論を発表する。東京工業大学理学部助手に採用される。
1972年、夫のニューヨーク転勤に伴って渡米。イェシヴァ大学客員研究員となり、ジョー・レボヴィッツ（Joel Lebowitz）の研究室で2年間を過ごす。1974年、ニューヨーク市立大学大学院センター客員研究員。1975年、日本に帰国。1976年、京都大学基礎物理学研究所助教授、1981年、新設された慶應義塾大学理工学部に助教授として招聘され、1983年、慶應義塾大学理工学部教授。1984年、乳癌の宣告を受ける。1996年、夫が病死。2004年、慶應義塾大学を定年退職、名誉教授。
2018年4月脳梗塞で倒れ、一時は回復するも、2019年1月17日、東京都内の自宅で心不全のため死去。80歳没。死後、日本物理学会米沢富美子記念賞が設立された。。
学外における役職
- 1996年-1997年、日本物理学会会長（女性として初）。
- 2000年-2003年、日本学術会議第18期会員

その他
- 1998年-2000年、大佛次郎賞選考委員
- 2008年- 2012年、朝日賞選考委員
- - 2018年、科学技術ジャーナリスト賞選考委員
- - 2018年、大阪府吹田市子供科学賞選考委員

## 受賞歴
- 1950年 大阪府知事賞
- 1976年 手島工学研究賞
- 1984年 第4回猿橋賞[11]
- 1989年 科学技術庁長官賞[13]
- 1996年 エイボン女性大賞[11]
- 2001年 日本女性科学者の会・功労賞
- 2002年 福澤賞[11]
- 2005年 ロレアル-ユネスコ女性科学賞[11]。内閣総理大臣賞。大阪府知事賞。吹田市長賞。

## 専門
- アモルファス物質、アモルファス半導体、 - コヒーレントポテンシャル近似など。
- 計算物理
- 液体金属、液晶

## 著書
- 『ブラウン運動』共立出版 物理学one point 1986
- 『アモルファスな話』岩波書店 1988
- 『ランダムな構造に秩序をみる』三田出版会 ステアリングシリーズ 科学技術を先導する30人 1990
- 『人生は夢へのチャレンジ 女性科学者として』新日本出版社 1991
- 『複雑さを科学する』岩波科学ライブラリー 1995
- 『科学する楽しさ 21世紀へのチャレンジ』新日本出版社 1996
- 『科学の世界にあそぶ』オーム社 テクノライフ選書 1996
- 『心が空を駆ける』新日本出版社 2000
- 『真理への旅人たち 物理学の20世紀』日本放送出版協会 NHK人間講座 2003
- 『人物で語る物理入門(上、下)』岩波新書 2005-06
- 『〈あいまいさ〉を科学する』岩波書店 双書時代のカルテ 2007
- 『猿橋勝子という生き方』岩波科学ライブラリー 2009
- 『まず歩きだそう 女性物理学者として生きる』岩波ジュニア新書 2009
- 『朗朗介護』朝日新聞出版 2011
- 『金属-非金属転移の物理』朝倉書店 2012
- 『人生は、楽しんだ者が勝ちだ』（私の履歴書）日本経済新聞出版社 2014
- 『不規則系の物理 コヒーレント・ポテンシャル近似とその周辺』岩波書店 2015

### 共著
- 『ランダムな世界を究める 物質と生命をつなぐ新物理学』立花隆共著 三田出版会 ソフトテクノロジーシリーズ 1991　のち平凡社ライブラリー
- 『こころを学ぶ ダライ・ラマ法王仏教者と科学者の対話』村上和雄,志村史夫,佐治晴夫,横山順一,柳沢正史,矢作直樹,河合徳枝共著 講談社 2013
- 『人物でよむ物理法則の事典』総編集 辻和彦編集幹事 朝倉書店 2015

### 翻訳
- サウレス『多体系の量子力学』松原武生共訳 吉岡書店 物理学叢書 1965
- ア・アブリコソフ, エリ・ゴリコフ（en）,イ・ジャロシンスキー（en）『場の量子論の方法 統計物理学における』松原武生, 佐々木健共訳 東京図書 1970
- ザイマン『乱れの物理学』渡部三雄共訳 丸善 1982
- スチュアート・カウフマン『自己組織化と進化の論理 宇宙を貫く複雑系の法則』監訳 森弘之, 五味壮平, 藤原進訳 日本経済新聞社 1999　のちちくま学芸文庫